# Elegia fenestrata
Elegia fenestrata là một loài thực vật có hoa trong họ Restionaceae. Loài này được Pillans mô tả khoa học đầu tiên năm 1928.